# Maria Tănase la Hanul Ancuței

Maria Tănase la Hanul Ancuței este un album al cântăreței de muzică populară Maria Tănase. Conține înregistrări de teatru radiofonic din arhiva Radio România.

## Detalii ale albumului
- Gen: Folklore, World, & Country, Non-Music
- Style: Radioplay, Folk
- Limba: Română
- Sunet: Mono
- Inregistrat: Studio
- Casa de discuri: Electrecord
- Catalog #: EXE 03754
- Format: Vinyl, LP, Mono, Repress
- Released: 1989 (N.I l. 433/88)

## Lista pieselor
- 01 - A - La Hanul Ancuței
- 02 - B - La Hanul Ancuței

## Distribuție
- Voci:
- [Ancuța]: Maria Tănase
- [Nastratin Hogea]: H. Nicolaide
- [Păcală]: Sandu Sticlaru
- [Soldatul Sveik]: Gr. Vasiliu-Birlic
- [Till Eulenspiegel]: George Hazgan
- [Cobzarul]: Emil Gavriș
- [Alte roluri]: Emil Popescu, Ion Antonescu-Cărăbuș, Octavian Cotescu

## Colaborează
- Design: Zorina Bâldescu
- Dirijor: Gelu Solomonescu
- Regizor Val Moldoveanu
- Text: Aurel Felea
- Musică: Aurel Giroveanu
- Povestitor: Costache Antoniu
- Orchestră: Gelu Solomonescu
- Producător: Ștefan Bonea
- Vioară: Titi Niculescu